# Blang Jambee
Blang Jambee is een bestuurslaag in het regentschap Aceh Timur van de provincie Atjeh, Indonesië. Blang Jambee telt 826 inwoners (volkstelling 2010).